# Belle Haven (hrabstwo Accomack)
Belle Haven – miasto w Stanach Zjednoczonych, w stanie Wirginia, w hrabstwie Accomack.